# Sannacchiudere
I sannacchiudere (chiamati anche "sannacchiudele", o "sannacchiutuli") sono tipici dolci natalizi appartenenti alla tradizione culinaria della provincia di Taranto.

## Etimologia
Il termine ricorda l'espressione "s'hanno a chiudere", cioè "si devono chiudere", da cui alcuni presumono possa derivare, sebbene non vi siano certezze storiche. In particolare, circola da alcuni anni la storia popolare di una donna che, data la povertà del tempo, non aveva ingredienti sufficienti a fare un dolce vero e proprio e così, con alcuni scarti di farina, alcune uova e ulteriori ingredienti diede vita alla pietanza che non sembrandogli poi tanto buona al primo impatto immerse in miele bollente. Secondo la tradizione appunto i figlioletti della donna li provarono e li trovarono tanto buoni da rischiare di finirli troppo in fretta, e così la madre, riponendoli in un mobiletto della cucina, disse "S'hann' a chiudere".
Un'altra etimologia la ricaviamo dal dialetto locale: "san a u'chiudd'" letteralmente "sana al pescatore" appunto perché tipico dolce preparato secondo la tradizione sotto il natale dalle mogli ai pescatori e tanto buono da curargli tutti i dolori.

## Ingredienti
Dolce povero fatto di piccole porzioni di pasta fatta con farina, zucchero, essenza di fiori di arancio, scorza di limone grattugiata, vaniglia in polvere, fritte nell'olio e poi affogate nel miele e ricoperti di zuccheri colorati. Molto spesso sono serviti con cartellate, e come questi ultimi vi è una ricetta con il vincotto ma è poco usata. Si differenziano dai simili struffoli per l'assenza dell'uovo tra gli ingredienti.